# Barracas Athletic Club
El Barracas Athletic Club fue un club argentino de fútbol fundado en 1901 en la ciudad de Lanús, cabecera del partido homónimo que se encuentra en el Gran Buenos Aires. Este club de pocos años de vida logró jugar varias temporadas en la Primera División de Argentina, la máxima categoría del fútbol del país .

## Historia
Fundado en 1901, el club debutó en la Primera División de Argentina en 1902 después de haber ganado el torneo de Segunda División. En su primera temporada en Primera, realizó una gran campaña terminando segundo, detrás del multicampeón Alumni.
El equipo continuó en esta categoría hasta 1907, cuando abandonaron el campeonato dejando las últimas cuatro fechas sin jugar. Los hermanos uruguayos, Carlos y Bolívar Céspedes, (considerados pioneros del fútbol de su país, formando parte del Nacional que ganó sus primeros títulos) jugaron en Barracas durante su exilio del país vecino debido a la guerra civil de 1904. José Buruca Laforia, ese mismo año le cedió su puesto al recientemente llegado Amílcar Céspedes, pasando él a jugar de delantero. Apenas terminada la guerra, los Céspedes retornaron a Montevideo, volviendo a Nacional. Sin embargo, en 1905, murieron ambos de viruela, a las edades de 20 y 21 años.

## Títulos
- Copa de Competencia Adolfo Bullrich (1): 1904

## Datos del club

### Cronología por año
Cronología del club en categorías de la Argentine Football Association:
| Temp. | Div. | Clubes | Pos. | Pts | PJ | PG | PE | PP | GF | GC | DG  | Copa                    | Otras copas           |
| ----- | ---- | ------ | ---- | --- | -- | -- | -- | -- | -- | -- | --- | ----------------------- | --------------------- |
| 1901  | 2D   | 9      | 1°   | 32  | 16 | 16 | 0  | 0  | 56 | 8  | 48  | —                       | —                     |
| 1902  | A    | 5      | 2°   | 10  | 8  | 5  | 0  | 3  | 12 | 13 | -1  | Octavos de final (CTC)  | —                     |
| 1903  | A    | 6      | 3°   | 11  | 10 | 5  | 1  | 4  | 22 | 13 | 9   | Octavos de final (CTC)  | —                     |
| 1904  | A    | 6      | 4°   | 10  | 10 | 5  | 0  | 5  | 13 | 16 | -3  | Semifinales (CTC)       | —                     |
| 1905  | A    | 7      | 7°   | 2   | 12 | 1  | 0  | 11 | 8  | 28 | -20 | Cuartos de final (CTC)  | Fase preliminar (CH)  |
| 1906  | A    | 11     | 6°   | 1   | 10 | 1  | 1  | 8  | 8  | 37 | -29 | Primera fase (CTC)      | Octavos de final (CH) |
| 1907  | A    | 11     | 11°  | 4   | 20 | 2  | 0  | 18 | 17 | 21 | -4  | Octavos de final (CCJC) | Octavos de final (CH) |